# Brooks Koepka
Brooks Koepka (West Palm Beach, 3 mei 1990) is een golfprofessional uit de Verenigde Staten die momenteel uitkomt in de LIV Golf Tour.

## Amateur
Koepka groeide op in West Palm Beach, waar hij naar de Cardinal Newman High School ging. Hij studeerde aan de Florida State University en speelde golf voor de Seminoles. In 2012 kwalificeerde hij zich als amateur voor de US Open. Op dit toernooi mistte hij de cut nadat hij twee rondes van 77 speelde.

## Professional
Koepka werd in 2012 professional op de Europese Challenge Tour, waar hij in september 2012 met de Challenge de Catalunya zijn eerste professionele toernooi won. Drie toernooioverwinningen in 2013 gaven Koepka het recht om op de Europese PGA Tour te spelen.
Sinds 2014 speelt hij op de Amerikaanse PGA Tour. In 2017 won Koepka de US Open, zijn eerste overwinning op een major. Nadat hij begin 2018 een pauze moest nemen vanwege een polsoperatie, verdedigde hij in de zomer van dat jaar zijn US Open-titel, waarmee hij de eerste golfer sinds Curtis Strange werd die twee jaar achter elkaar het toernooi wist te winnen. In 2018 won hij vervolgens ook nog zijn derde major-titel op het PGA Championship, waarna hij op 22 oktober 2018 de eerste plaats op de wereldranglijst wist te bereiken. In 2019 wist hij opnieuw een majortitel te verdedigen, door het PGA Championship voor een tweede keer te winnen.
Na enkele mindere jaren maakte Koepka in 2022 de veelbesproken overstap naar de LIV Golf Tour, een door Saudië-Arabië gefinancierde tegenhanger van de PGA Tour. Op deze tour wist hij driemaal een toernooi te winnen.
Als speler van de LIV Tour mocht Koepka enkel nog deelnemen aan de majortoernooien van de PGA Tour. In 2023 won hij voor de derde keer het PGA Championship, waarmee hij voor de vijfde keer een majortitel behaalde.

### Ryder Cup
Brooks Koepka maakte viermaal (2016, 2018, 2021 en 2023) deel uit van het Amerikaanse Ryder Cup-team. In 2016 en 2021 wist hij met dit team de Ryder Cup te winnen.

## Gewonnen toernooien

#### Challenge Tour
- Challenge de Catalunya (2012)
- Scottish Hydro Challenge (2013)
- Fred Olesen Challenge de Espana (2013)
- Montecchia Golf Open (2013)

#### Europese PGA Tour
- Turkish Airlines Open (2014)

#### Japan Golf Tour
- Dunlop Phoenix Tournament (2016, 2017)

#### PGA Tour
- Waste Management Phoenix Open (2015, 2021)
- US Open (2017, 2018)
- PGA Championship (2018, 2019, 2023)
- THE CJ CUP @ NINE BRIDGES (2018)
- World Golf Championships-FedEx St. Jude Invitational (2019)

#### LIV Golf Tour
- LIV Golf Invitational Jeddah (2022, 2023)
- LIV Golf Orlando (2023)